# Parti social-démocrate « Harmonie »
Pour les articles homonymes, voir Parti social-démocrate.
Le Parti social-démocrate « Harmonie » (en letton : Sociāldemokrātiskā Partija „Saskaņa”, SDPS, en russe : Социал-демократическая партия «Согласие»), communément appelé Harmonie (Saskaņa), sous le sigle S, est un parti politique letton de centre gauche

## Histoire
Le Parti social-démocrate « Harmonie » a été fondé en 2009, par la réunion de quatre partis de gauche et de centre gauche : l'alliance Centre de l'harmonie, le Parti de l'harmonie nationale, le Nouveau Centre et le Parti social-démocrate. Son leader est Jānis Urbanovičs.
En 2011, le parti atteint la première place au parlement, mais reste dans l'opposition jusqu'en 2022. 
Lors des élections législatives du 1er octobre 2022, le parti subit un énorme revers électoral en perdant l'ensemble de ses députés.

## Idéologie
Le parti est membre du Parti socialiste européen, et est désigné par le mot letton Saskaņa, souvent traduit par « Concorde ». Décrit comme étant proche de Russie unie, le parti du président russe, Vladimir Poutine,, il est par ailleurs qualifié de « modéré » dans sa défense de la minorité russophone du pays.

## Résultats électoraux

### Élections parlementaires
| Année | Députés  | Votes   | %     | Rang | Gouvernement        |
| ----- | -------- | ------- | ----- | ---- | ------------------- |
| 2010a | 24 / 100 | 251 397 | 26,04 | 2e   | Opposition          |
| 2011b | 28 / 100 | 259 749 | 28,36 | 1er  | Opposition          |
| 2014  | 24 / 100 | 209 885 | 23,00 | 1er  | Opposition          |
| 2018  | 23 / 100 | 167 117 | 19,80 | 1er  | Opposition          |
| 2022  | 0 / 100  | 43 943  | 4,81  | 9e   | Extra-parlementaire |

a En coalition avec le Parti socialiste de Lettonie et le Parti Daugavpils, qui ont respectivement gagné quatre et un sièges

b En coalition avec le Parti socialiste de Lettonie, qui a gagné trois sièges

### Élections européennes
| Année | Députés | Votes  | %     | Rang | Groupe |
| ----- | ------- | ------ | ----- | ---- | ------ |
| 2014  | 1 / 8   | 57 863 | 13,04 | 3e   | S&D    |
| 2019  | 2 / 8   | 82 604 | 17,45 | 2e   | S&D    |
| 2024  | 1 / 9   | 37 096 | 7,13  | 6e   | S&D    |